# Памятники истории и культуры местного значения Нуринского района
Памятники истории и культуры местного значения Нуринского района — отдельные постройки, здания и сооружения, некрополи, произведения монументального искусства, памятники археологии, включённые в Государственный список памятников истории и культуры местного значения Карагандинской области. Списки памятников истории и культуры местного значения утверждаются исполнительным органом региона по представлению уполномоченного органа по охране и использованию историко-культурного наследия.
В Государственном списке памятников истории и культуры местного значения города в редакции постановления акимата Карагандинской области на 5 ноября 2015 года числились 83 наименований.

## Список памятников

### Археология
| Номер в списке | Название                    | Изображение | Годы постройки, авторы | Местоположение                                                                                             |
| -------------- | --------------------------- | ----------- | ---------------------- | --- |
| 778            | Стоянка Каракоин 3          |             | эпоха камня            | в 3 км к ЮВ от зимовки Каракоин, Каракоинский сельский округ                                               |
| 779            | Стоянка Жанбобек 4          |             | эпоха камня            | в 5 км к ЮВ от зимовки Каракоин, Каракоинский сельский округ                                               |
| 780            | Курганы Кылыш               |             | средневековье          | в 5 км к СЗ от села Кылыш, Талдысайский сельский округ                                                     |
| 781            | Пещера Айдагарлы            |             | эпоха камня            | в 26 км к ЮВ от села Талдысай, Талдысайский сельский округ                                                 |
| 782            | Стоянка Айдагарлы 2         |             | эпоха камня            | в 26 км к ЮВ от села Талдысай, Талдысайский сельский округ                                                 |
| 783            | Стоянка Айдагарлы 3         |             | эпоха камня            | в 26 км к ЮВ от села Талдысай, Талдысайский сельский округ                                                 |
| 784            | Стоянка Айдагарлы 4         |             | эпоха камня            | в 26 км к ЮВ от села Талдысай, Талдысайский сельский округ                                                 |
| 785            | Стоянка Айдагарлы 5         |             | эпоха камня            | в 5 км к ЮЗ от села Талдысай, Талдысайский сельский округ                                                  |
| 786            | Могильник Ак-Кошкар         |             | эпоха бронзы           | в 10 км к Ю от села Керей, Каракоинский сельский округ                                                     |
| 787            | Стоянка Жанбобек 2          |             | эпоха камня            | в 100 м к Ю от села Жанбобек, Каракоинский сельский округ                                                  |
| 788            | Стоянка Жанбобек 5          |             | эпоха камня            | в 1 км к ЮЗ от села Жанбобек, Каракоинский сельский округ                                                  |
| 789            | Стоянка Жанбобек 6          |             | эпоха камня            | в 1 км к ЮЗ от села Жанбобек, Каракоинский сельский округ                                                  |
| 790            | Стоянка Ак-Кошкар 1         |             | эпоха камня            | в 60 км к СЗ от села Жанбобек, в 5 км к СВ от местности Кольжаман, Каракоинский сельский округ             |
| 791            | Стоянка Ак-Кошкар 2         |             | эпоха камня            | в 25 км к СЗ от зимовки Каракоин, Каракоинский сельский округ                                              |
| 792            | Стоянка Ак-Кошкар 3         |             | эпоха камня            | в 25 км к ССЗ от зимовки Каракоин, Каракоинский сельский округ                                             |
| 793            | Стоянка Ак-Кошкар 8         |             | эпоха камня            | в 16 км к З от зимовки Каракоин на вершине сопки, Каракоинский сельский округ                              |
| 794            | Стоянка Ак-Кошкар 9         |             | эпоха камня            | в 18 км к СЗ от зимовки Каракоин, Каракоинский сельский округ                                              |
| 795            | Стоянка Ак-Кошкар 10        |             | эпоха камня            | в 10 км к ЮЗ от села Керей, в 18 км к СЗ от зимовки Каракоин, Каракоинский сельский округ                  |
| 796            | Курган Ак-Кошкар 2          |             | средневековье          | в 10 км к ЮЗ от села Керей у подножья сопки, в 18 км к СЗ от зимовки Каракоин, Каракоинский сельский округ |
| 797            | Стоянка Бокалы-булак 1      |             | эпоха камня            | в 17 км к СВ от села Акколка, Каракоинский сельский округ                                                  |
| 798            | Стоянка Каракоин 2          |             | эпоха камня            | в 3 км к ЮВ от зимовки Каракоин, Каракоинский сельский округ                                               |
| 799            | Курганная группа Каракоин 5 |             | средневековье          | в 5 км к В от зимовки Каракоин, Каракоинский сельский округ                                                |
| 800            | Поселение Энтузиазист 3     |             | эпоха бронзы           | в 1 км к ЮЗ от села Ахмет аул, Энтузиастский сельский округ                                                |
| 801            | Могильник Туменбек          |             | РЖВ                    | в 1,5 км к СЗ от села Ахмет аул, Энтузиастский сельский округ                                              |
| 802            | Поселение Энтузиазист 2     |             | эпоха бронзы           | в 1,5 км к ЮЗ от села Ахмет аул, Энтузиастский сельский округ                                              |
| 803            | Поселение Ахметаул          |             | эпоха бронзы           | в 1,5 км к СВ от села Ахмет аул, Энтузиастский сельский округ                                              |
| 804            | Поселение Энтузиазист 1     |             | эпоха бронзы           | в 1 км к ЮЗ от села Ахмет аул, Энтузиастский сельский округ                                                |
| 805            | Поселение Майоровка         |             | эпоха бронзы           | в 5 км к ЮЗ от села Ахмет аул, Энтузиастский сельский округ                                                |
| 806            | Поселение Икпень 1          |             | эпоха бронзы           | в 10 км к С от села Кобетей, Черниговский сельский округ                                                   |
| 807            | Поселение Черниговка        |             | эпоха бронзы           | в 16 км к ЮЗ от села Кобетей, Черниговский сельский округ                                                  |
| 808            | Могильник Шекемен           |             | РЖВ                    | в 10 км к Ю от центральной усадьбы, село Кобетей, Черниговский сельский округ                              |
| 809            | Поселение Куланотпес        |             | эпоха бронзы           | в 8 км к ЮЗ от села Куланотпес, Донской сельский округ                                                     |
| 810            | Могильник Донской           |             | эпоха бронзы           | в 4 км к ЮЗ от села Куланотпес, Донской сельский округ                                                     |
| 811            | Могильник Ивановка          |             | РЖВ                    | в 15 км к ЮЗ от села Куланотпес, Донской сельский округ                                                    |
| 812            | Могильник Захаровка 2       |             | РЖВ                    | в 1,5 км к СВ от села Акмешит, Захаровский сельский округ                                                  |
| 813            | Могильник Захаровка 3       |             | РЖВ                    | в 4 км к СВ от села Акмешит, Захаровский сельский округ                                                    |
| 814            | Могильник Куланотпес        |             | РЖВ                    | в 15 км к ЮЗ от села Куланотпес, Донской сельский округ                                                    |
| 828            | Могильник Щербаковский      |             | эпоха бронзы           | в 300 м к ЗЮЗ от села Щербаковское, Тассуатский сельский округ                                             |
| 829            | Могильник Щербаковский 4    |             | РЖВ                    | в 18 км к ЮВ от села Щербаковское, Тассуатский сельский округ                                              |
| 830            | Поселение Щербаковское      |             | эпоха бронзы           | в 5 км к ЮВ от села Щербаковское, Тассуатский сельский округ                                               |

### Градостроительства и архитектуры
| Номер в списке | Название                                         | Изображение | Годы постройки, авторы             | Местоположение                                                                  |
| -------------- | ------------------------------------------------ | ----------- | ---------------------------------- | ------------------------------------------------------------------------------- |
| 815            | Обелиск на месте подвига «Огненных трактористов» |             | В. Котешкова и Н. Грибова, 1962 г. | в 10 км к СВ от села Щербаковского, Тассуатский сельский округ                  |
| 816            | Могила Н. Грибова                                |             | 1962 г.                            | на центральном кладбище села Щербаковского, Тассуатский сельский округ          |
| 817            | Трактор Н. Грибова, на котором совершен подвиг   |             | 1962 г.                            | при выезде из села Щербаковского, Тассуатский сельский округ                    |
| 818            | Мазар Ак-Бекет                                   |             | XVIII в.                           | на территории села Кылыш, Талдысайский сельский округ                           |
| 819            | Мазар Ахметжан                                   |             | XIX в.                             | в 2 км к С от села Кылыш, Талдысайский сельский округ                           |
| 820            | Мазар Кылыш                                      |             | XIX в.                             | в 1,5 км к СВ от села Кылыш, Талдысайский сельский округ                        |
| 821            | Мазар Али-Тусуп                                  |             | XIX в.                             | село Каракаска, Аршалинский сельский округ                                      |
| 822            | Мазар Бигабул                                    |             | XIX в.                             | село Жанбобек, Каракоинский сельский округ                                      |
| 823            | Мазар Джангабул                                  |             | XIX в.                             | село Жанбобек, Каракоинский сельский округ                                      |
| 824            | Мазар Акпан                                      |             | XIX в.                             | на территории села Кылыш, Талдысайский сельский округ                           |
| 825            | Мазар Абильда                                    |             | XIX в.                             | село Каракаска, Аршалинский сельский округ                                      |
| 826            | Мазар Джанибек                                   |             | XIX в.                             | село Керей, Каракоинский сельский округ                                         |
| 827            | Мазар Шон                                        |             | XVIII в.                           | в 18 км от села Каракаска, Каракоинский сельский округ                          |
| 831            | Мазар Баршингуль                                 |             | начало XX в.                       | в 1 км к Ю от села Баршино, Баршинский сельский округ                           |
| 832            | Мазар Жанабек                                    |             | XIX в.                             | на территории села Керей, Каракоинский сельский округ                           |
| 833            | Мазар Абылкасым                                  |             | XIX в.                             | в 17 км к ЮЗ от села Жанбобек, Каракоинский сельский округ                      |
| 834            | Мазар Байжан                                     |             | XVIII в.                           | в 1 км к СЗ от села Акколка, Каракоинский сельский округ                        |
| 835            | Мазар Кудабай                                    |             | XIX в.                             | на территории современного кладбища села Жанбобек, Каракоинский сельский округ  |
| 836            | Мазар Шонжар                                     |             | XIX в.                             | в ограде казахского кладбища, в 4,5 км от села Кали, Аршалинский сельский округ |
| 837            | Мазар Алтын                                      |             | XIX в.                             | в ограде казахского кладбища, в 4,5 км от села Кали, Аршалинский сельский округ |
| 838            | Мазар Байзак                                     |             | XVIII в.                           | в ограде казахского кладбища, в 4,5 км от села Кали, Аршалинский сельский округ |
| 839            | Мазар Рахим                                      |             | XVIII в.                           | в ограде казахского кладбища, в 4,5 км от села Кали, Аршалинский сельский округ |
| 840            | Мазар Тогул                                      |             | XVIII в.                           | в 35 км к Ю от села Аршакты, Аршалинский сельский округ                         |
| 841            | Мазар Иса-Каймак                                 |             | XIX в.                             | в 12 км к С от села Баршино, Баршинский сельский округ                          |
| 842            | Мазар Жакан                                      |             | XVIII в.                           | в 2 км к СВ от села Талдысай, Талдысайский сельский округ                       |
| 843            | Мазар Тасмола 1                                  |             | XVIII в.                           | в 7 км к Ю от села Отарбай, Куланотпесский сельский округ                       |
| 844            | Мазар Тасмола 2                                  |             | XVIII в.                           | в 7 км к Ю от села Отарбай, Куланотпесский сельский округ                       |
| 845            | Мазар Тасмола 3                                  |             | XVIII в.                           | в 7 км к Ю от села Отарбай, Куланотпесский сельский округ                       |
| 846            | Мазар Жаманкон 1                                 |             | XVIII в.                           | в 15 км к ЮВ от села Баршино, Баршинский сельский округ                         |
| 847            | Мазар Жаманкон 2                                 |             | XVIII в.                           | в 15 км к ЮВ от села Баршино, Баршинский сельский округ                         |
| 848            | Мазар Жаманкон 3                                 |             | XVIII в.                           | в 15 км к ЮВ от села Баршино, Баршинский сельский округ                         |
| 849            | Мазар Жаманкон 4                                 |             | XVIII в.                           | в 15 км к ЮВ от села Баршино, Баршинский сельский округ                         |
| 850            | Мазар Байбол 1                                   |             | XVIII в.                           | в 28 км к Ю от села Баянбай, Соналинский сельский округ                         |
| 851            | Мазар Байбол 2                                   |             | XVIII в.                           | в 28 км к Ю от села Баянбай, Соналинский сельский округ                         |
| 852            | Мазар Байбол 3                                   |             | XVIII в.                           | в 28 км к Ю от села Баянбай, Соналинский сельский округ                         |
| 853            | Мазар Байбол 4                                   |             | XVIII в.                           | в 28 км к Ю от села Баянбай, Соналинский сельский округ                         |
| 854            | Мазар Кусайын                                    |             | XVIII в.                           | в 25 км к ЮВ от села Ушкагыл, Аршалинский сельский округ                        |
| 855            | Мазар Хантыбай                                   |             | XIX в.                             | в 2 км к С от села Кали, Аршалинский сельский округ                             |
| 856            | Мазар Жанбобек (Карамола)                        |             | XVIII в.                           | в 200 м к В от села Керей, Каракоинский сельский округ                          |
| 857            | Мазар Кольбай                                    |             | XIX в.                             | в 38 км к З от села Талдысай, Талдысайский сельский округ                       |
| 858            | Мазар Омар                                       |             | XIX в.                             | в 35 км к З от села Талдысай, Талдысайский сельский округ                       |
| 859            | Мазар Жансеит (Айдапкель)                        |             | XIX в.                             | в 40 км к З от села Талдысай, Талдысайский сельский округ                       |
| 860            | Мазар Смагул                                     |             | XIX в.                             | в 400 м от местности Кызылуй села Талдысай, Талдысайский сельский округ         |